# Rodrigo Gral
Rodrigo Gral (* 21. Februar 1977 in Chapecó) ist ein ehemaliger brasilianischer Fußballspieler.

## Karriere
Gral begann seine Karriere 1995 beim brasilianischen Erstligisten Grêmio FBPA und spielte unter anderem auch bei EC Juventude, CR Flamengo und Sport Recife. Mit Grêmio wurde er 1996 brasilianischer Meister. 1997 und 2001 gewann er mit dem Verein den Copa do Brasil. 2002 wechselte er zum japanischen Erstligisten Júbilo Iwata. Mit dem Verein wurde er 2002 japanischer Meister. 2003 wurde er mit dem Verein Vizemeister der J1 League. Als er auch in der J1 League mit 21 Toren Zweiter in der Torschützenliste. 2003 gewann er mit dem Verein den Kaiserpokal. 2004 erreichte er das Finale des Kaiserpokal. Danach spielte er bei Yokohama F. Marinos und Ōmiya Ardija. 2006 wechselte er zum katarischen Erstligisten al-Khor SC. Für dem Verein bestritt er 43 Erstligaspiele und schoss dabei 22 Tore. 2009 wechselte er zu al-Sadd Sports Club. 2010 kehrte er nach Brasilien zurück. Danach spielte er bei EC Bahia, Santa Cruz FC und Chapecoense.
Derzeit arbeitet Gral in Portugal beim Portimonense SC als Direktor für den internationalen Bereich.

## Erfolge
Grêmio FBPA
- Staatsmeisterschaft von Rio Grande do Sul: 1995, 1996, 1999
- Brasilianischer Meister: 1996
- Brasilianischer Pokalsieger: 1997, 2001

Flamengo
- Taça Guanabara: 2001
- Staatsmeisterschaft von Rio de Janeiro: 2001

Júbilo Iwata
- Japanischer Meister: 2002
- Japanischer Pokalsieger: 2003

Santa Cruz
- Staatsmeisterschaft von Pernambuco: 2011

Gama
- Distriktmeisterschaft von Brasília: 2015

Operário
- Staatsmeisterschaft von Mato Grosso do Sul: 2018